# Nordita
NORDITA, acrónimo danés de Nordisk Institut for Teoretisk (Atom)fysik (en español Instituto nórdico de Física Teórica), es una organización internacional para la investigación en física teórica fundada en 1957 por Niels Bohr y el ministro sueco Torsten Gustafsson. 
En sus inicios estuvo localizado en Copenhague (Dinamarca) pero se trasladó a Estocolmo (Suecia) durante el otoño de 2006. Sus principales áreas de investigación son astrofísica, biofísica, materia condensada y física de partículas. 
NORDITA recibe su financiación de los países nórdicos por un montante aproximado en 2007 de 23 millones de coronas suecas, La mitad del mismo es aportada por el Consejo de Ministros Nórdicos y la otra mitad se reparte entre la financiación de la KTH y de la Universidad de Estocolmo.

## Historia

### Formación del Instituto
La Academia Real Danesa de Ciencias proporcionó a Niels Bohr ayuda financiera para crear el Institut for Teoretisk Fysik en Copenhague. Pero, gran parte del aporte económico provino de la cervecería Carlsberg, traspasando una fracción de sus ganancias al Instituto. El desarrollo de la mecánica cuántica se realizó, más que en cualquier otro lugar, en Copenhague. Varios físicos utilizaban corbatas en las que aparecía una botella de dicha cerveza. Podríamos decir que es “la cerveza cuántica”.

### Científicos invitados
Niels Bohr invitó a su Instituto a jóvenes físicos de varios países, entre los que figuraban Paul Dirac y Neville F. Mott, de Inglaterra; H. A. Kramers, H. Casimir y Paul Ehrenfest, de Holanda; Wolfgang Pauli y Erwin Schrödinger, de Austria; Werner Heisenberg, Max Delbrück y Carl von Weiszsäcker, de Alemania; L. Rosenfeld, de Bélgica; S. Rosseland, de Noruega; Oskar Klein, de Suecia; George Gamow y Lev Davidovich Landau, de la URSS; R.C. Tolman, J.C. Slater y Robert Oppenheimer, de EE. UU.; Y. Nishina, de Japón, Léon Brillouin, de Francia y otros.
El Instituto regido por Bohr se convirtió prestamente en el centro mundial de la física cuántica y, parafraseando a los romanos antiguos, podía decirse que “todos los caminos llevan a Blejdamsvej 17” de Copenhague, Dinamarca (dirección de la institución)

### Relato de un participante
El físico ruso George Gamow relata la forma en que ingresa al Instituto. Al preguntar por Bohr, un empleado del Instituto le dice: “El Señor Profesor puede verle esta misma tarde”. Cuando entré en su gabinete me encontré con un hombre de edad madura, amable, sonriente, quien me preguntó qué región de la física me interesaba más y en qué estaba trabajando. 
Le dije entonces lo que yo había hecho en Göttingen en el campo de las transmutaciones nucleares, y que había enviado el manuscrito respectivo para su publicación, que tendría lugar muy pronto. Bohr escuchó con suma atención y dijo: “Muy, pero muy interesante, en verdad. ¿Cuánto tiempo piensa usted pasarse aquí?”.
Le expliqué que me quedaba el dinero justo para permanecer un día más, solamente. “¿Pero si yo le consigo una beca Carlsberg de nuestra Academia de Ciencias, podría usted estar un año con nosotros?”, preguntó mi interlocutor. De principio, se me cortó la respiración. Por fin, atiné a murmurar: “¡Claro, claro que puedo!”.